# Suvannamaccha
Suvannamaccha (tiếng Thái: สุพรรณมัจฉา; RTGS: Suphannamatcha or Suphan Matcha; tiếng Khmer: សុវណ្ណមច្ឆា, ALA-LC: Suvaṇṇmacchā; tiếng Pali: सुवण्णमच्छा, suvaṇṇamacchā; nghĩa đen "cá vàng") là con gái của Tosakanth xuất hiện trong bản Thái Lan và các phiên bản Đông Nam Á khác của Ramayana. Bà là một công chúa tiên cá, đã cố gắng làm hỏng kế hoạch của Hanuman để xây dựng một cây cầu đến Lanka nhưng thay vào đó lại yêu hắn ta.
Hình tượng Suvannamaccha rất phổ biến trong văn hóa dân gian Thái Lan và được thể hiện trên những tấm vải nhỏ hoặc những bức tranh đóng khung được treo như những tấm bùa mang lại may mắn trong các cửa hàng và nhà cửa trên khắp Thái Lan.

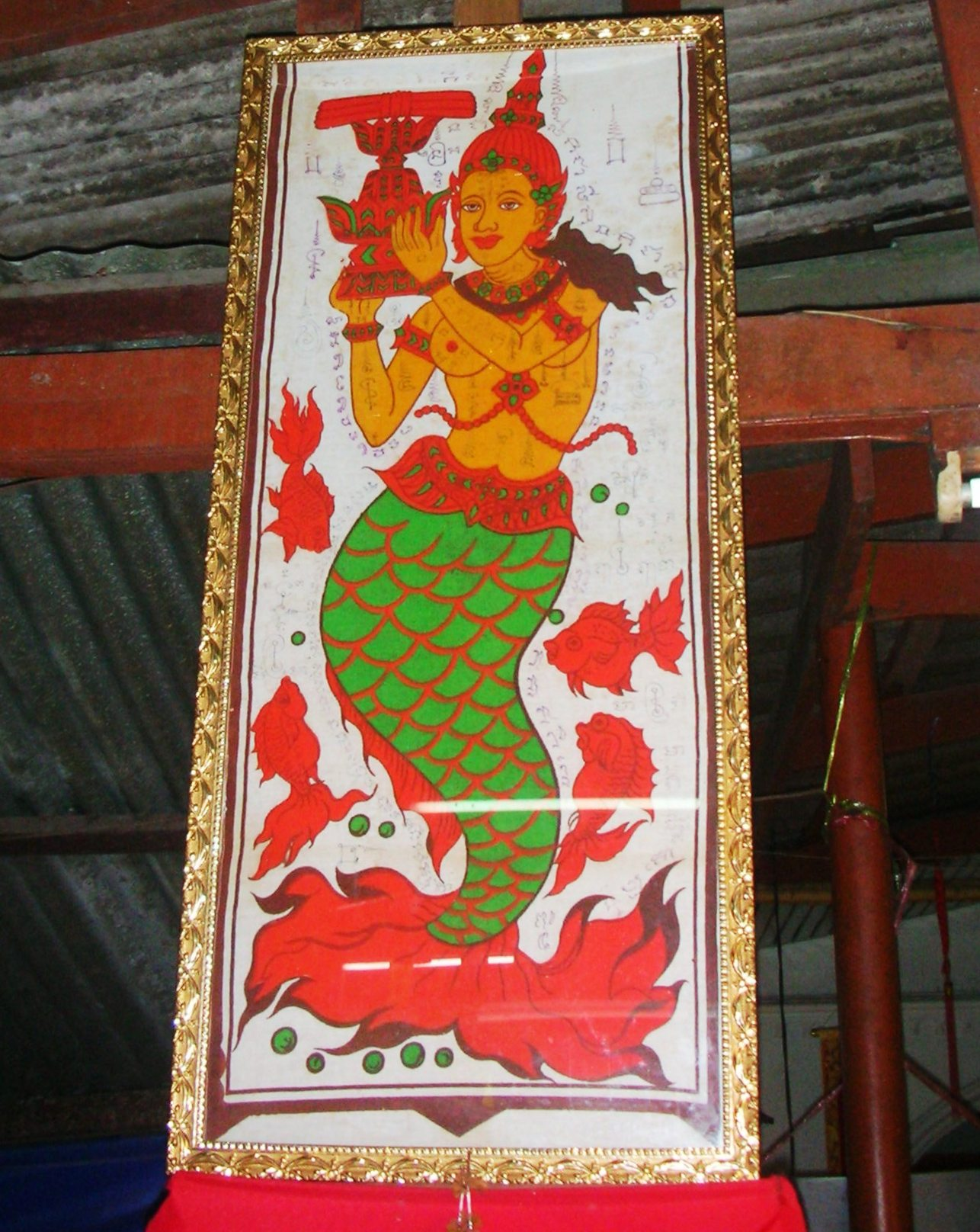
Suvannamaccha mang may mắn trong một cửa hàng ven sông ở Nonthaburi, Thái Lan.